# 1983년 K리그
대한민국 프로축구 수퍼리그는 1983년 4월 12일에 출범하였다. 당시 프로구단의 수가 부족한 점을 감안하여 대한축구협회는 최상위권 실업구단들의 수퍼리그 참가를 기획하였다. 이에 따라 수퍼리그 원년에는 프로구단인 할렐루야 독수리와 유공 코끼리는 물론 실업구단인 포항제철 돌핀스, 대우 로얄즈, 국민은행 까치까지 총 5개 구단이 참가하였으며 이 탓인지 같은 해부터 실업리그에서 실시하려던  본거지 제도 계획은 무산됐다.
5월 8일에 열린 할렐루야 독수리 대 유공 코끼리의 개막전 경기를 시작으로 5개 구단들은 서울, 부산, 대구, 광주, 대전, 전주, 춘천, 마산 및 안동까지 총 9개 도시를 순회하며 모두 40경기를 벌였다. 순회 중인 도시의 경기장에서 하루에 두 경기씩 토요일과 일요일에 경기를 갖는 방식으로 진행되었다. 실업구단의 참가, 미숙한 경기 운영 등의 측면에서 볼 때 출범 당시 수퍼리그는 온전한 프로리그로서는 부족한 면이 많았다. 하지만, 9월 25일에 열린 유공 코끼리 대 대우 로얄즈의 폐막전 경기까지 수퍼리그는 평균 20,924명의 많은 관중을 모으며 침체기에 있던 한국 축구에 활기를 불어넣었다.

## 시즌 개요

### 운영 방식
- 단일 리그 제도: 총 5개 팀이 참가하여 각 팀이 다른 팀과 모두 네 번씩 경기를 치르는 리그전을 진행한다. 이에 따라 1983년 대회에서는 총 40경기가 진행되며, 각 팀은 16경기를 치른다.
- 승점 제도: 승리 시에는 승점 2점을, 무승부 시에는 승점 1점을, 패배 시에는 승점 0점을 부여한다.
- 용어 사용: 오늘날 사용되는 '라운드', '회전' 등의 용어는 사용하지 않았으며, 순회 중인 도시 이름에 '시리즈'라는 용어를 붙여서 사용하였다. 5월 8일부터 7월 3일까지의 전반기 20경기를 '전기 리그'라고 불렀고, 8월 25일부터 9월 25일까지의 후반기 20경기를 '후기 리그'라고 불렀다. 명칭이 주는 인상에도 불구하고 1983시즌 대회의 전･후기 리그는 독립적인 리그가 아니다.
- 외국인 선수: 팀 당 외국인 선수는 2명까지 등록이 가능했으며 2명 모두 한번에 출전이 가능했다.

### 외국인 선수
- 볼드체가 되어 있는 선수는 시즌 중 입단한 선수이다.

| 클럽            | 선수 1 | 선수 2   | 시즌 중 퇴단 선수 |
| --------------- | ------ | -------- | ----------------- |
| 할렐루야 독수리 |        |          |                   |
| 유공 코끼리     |        |          |                   |
| 포항제철 돌핀스 | 호세   | 세르지오 |                   |
| 대우 로얄즈     |        |          |                   |
| 국민은행 까치   |        |          |                   |

## 시즌 순위

### 정규시즌 순위
| 순위 | 팀                  | 경기 | 승 | 무 | 패 | 득 | 실 | 차  | 승점 |
| ---- | ------------------- | ---- | -- | -- | -- | -- | -- | --- | ---- |
| 1    | 할렐루야 독수리 (C) | 16   | 6  | 8  | 2  | 28 | 20 | 8   | 20   |
| 2    | 대우 로얄즈         | 16   | 6  | 7  | 3  | 21 | 14 | 7   | 19   |
| 3    | 유공 코끼리         | 16   | 5  | 7  | 4  | 26 | 22 | 4   | 17   |
| 4    | 포항제철 돌핀스     | 16   | 6  | 4  | 6  | 21 | 21 | 0   | 16   |
| 5    | 국민은행 까치       | 16   | 3  | 2  | 11 | 11 | 30 | -19 | 8    |

* 마지막 업데이트 : 1983년 12월 31일

* 출처 : 한국프로축구연맹

* (C) = 우승; (R) = 강등; (P) = 승격; (O) = 플레이오프 승리; (A) = 다음 라운드 진출

* (Q) = 대항전 진출 자격이 됨; (TQ) = 대항전 진출 자격이 됐으나 진출할 라운드가 정해지지 않음; (RQ) = 강등 결정전 진출 자격이 됨; (DQ) = 대항전 진출 자격을 잃음.

## 경기 결과

### 정규시즌

#### 전기리그
| 원정홈          | 국민은행      | 대우          | 유공          | 포항제철      | 할렐루야      |
| 국민은행 까치   |               | 0 – 3 (대구Ⅰ) | 1 – 0 (대전)  | 1 – 0 (전주)  | 1 – 1 (전주)  |
| 대우 로얄즈     | 2 – 0 (부산Ⅰ) |               | 2 – 1 (전주)  | 1 – 1 (부산Ⅰ) | 3 – 3 (전주)  |
| 유공 코끼리     | 1 – 0 (부산Ⅰ) | 0 – 0 (대구Ⅰ) |               | 1 – 1 (서울Ⅰ) | 1 – 1 (서울Ⅰ) |
| 포항제철 돌핀스 | 1 – 0 (대구Ⅰ) | 1 – 1 (서울Ⅰ) | 0 – 4 (대전)  |               | 2 – 2 (대구Ⅰ) |
| 할렐루야 독수리 | 3 – 0 (서울Ⅰ) | 1 – 0 (대전)  | 3 – 3 (부산Ⅰ) | 0 – 1 (대전)  |               |

* 1983년 6월 8일부터 동년 7월 3일까지 치른 모든 경기를 대상으로 함.

* 출처 : 한국프로축구연맹

* 색상 : 홈 팀을 기준으로 ■ = 승리; ■ = 무승부; ■ = 패배

#### 후기리그
| 원정홈          | 국민은행      | 대우          | 유공          | 포항제철      | 할렐루야      |
| 국민은행 까치   |               | 1 – 1 (광주)  | 4 – 1 (부산Ⅱ) | 1 – 3 (서울Ⅲ) | 0 – 3 (대구Ⅱ) |
| 대우 로얄즈     | 2 – 1 (서울Ⅱ) |               | 0 – 0 (마산)  | 1 – 0 (춘천)  | 1 – 1 (부산Ⅱ) |
| 유공 코끼리     | 4 – 1 (서울Ⅳ) | 2 – 1 (서울Ⅳ) |               | 2 – 4 (서울Ⅱ) | 2 – 2 (서울Ⅲ) |
| 포항제철 돌핀스 | 4 – 0 (안동)  | 0 – 2 (대구Ⅱ) | 0 – 2 (광주)  |               | 0 – 1 (마산)  |
| 할렐루야 독수리 | 1 – 0 (춘천)  | 2 – 1 (서울Ⅳ) | 2 – 2 (안동)  | 2 – 3 (서울Ⅳ) |               |

* 1983년 8월 25일부터 동년 9월 25일까지 치른 모든 경기를 대상으로 함.

* 출처 : 한국프로축구연맹

* 색상 : 홈 팀을 기준으로 ■ = 승리; ■ = 무승부; ■ = 패배

## 우승 구단
| 수퍼리그 우승                   |
| ------------------------------- |
| 할렐루야 독수리                 |
| 1983년 수퍼리그                 |
| 초대 대한민국 챔피언 (1회 우승) |
| 1983년                          |

## 시즌 통계

### 개인 기록

#### 득점
득점 순위는 다음과 같으며, 유공 코끼리의 박윤기가 9득점을 기록하여 득점상을 수상했다.
| 순위 | 선수   | 소속            | 득점 | 경기 |
| ---- | ------ | --------------- | ---- | ---- |
| 1    | 박윤기 | 유공 코끼리     | 9    | 14   |
| 2    | 이춘석 | 대우 로얄즈     | 8    | 16   |
| 3    | 이길용 | 포항제철 돌핀스 | 7    | 13   |
| 4    | 이장수 | 유공 코끼리     | 6    | 10   |
| 5    | 오석재 | 할렐루야 독수리 | 6    | 16   |
| 6    | 김희철 | 포항제철 돌핀스 | 5    | 13   |
| 7    | 정해원 | 대우 로얄즈     | 4    | 13   |
| 8    | 박상인 | 할렐루야 독수리 | 4    | 16   |
| 9    | 7명    | 7명             | 3    | –    |
| 16   | 10명   | 10명            | 2    | –    |
| 26   | 15명   | 15명            | 1    | –    |

#### 해트트릭
| 순번 | 선수   | 소속            | 상대          | 달성 일자       | 비고 |
| ---- | ------ | --------------- | ------------- | --------------- | ---- |
| 1호  | 김희철 | 포항제철 돌핀스 | 유공 코끼리   | 1983년 8월 25일 | –    |
| 2호  | 박윤기 | 유공 코끼리     | 국민은행 까치 | 1983년 9월 22일 | –    |

## 수상

### 최우수선수상
| 초대 MVP | 선수   | 소속            | 비고                                                    |
| -------- | ------ | --------------- | ------------------------------------------------------- |
| 초대 MVP | 박성화 | 할렐루야 독수리 | - 초대 수퍼리그 챔피언 - 1983시즌 수퍼리그 베스트 11 df |

### 득점상
| 초대 득점왕 | 선수   | 소속        | 비고                                                                |
| ----------- | ------ | ----------- | ------------------------------------------------------------------- |
| 초대 득점왕 | 박윤기 | 유공 코끼리 | - 14경기 9득점 (경기당 득점: 0.64) - 1983시즌 수퍼리그 베스트 11 fw |

### 도움상
| 초대 도움왕 | 선수   | 소속            | 비고                                                                                       |
| ----------- | ------ | --------------- | ------------------------------------------------------------------------------------------ |
| 초대 도움왕 | 박창선 | 할렐루야 독수리 | - 15경기 6도움 (경기당 도움: 0.40) - 초대 수퍼리그 챔피언 - 1983시즌 수퍼리그 베스트 11 mf |

### 우수골키퍼상
조병득 (할렐루야 독수리)

### 감투상
이강조 (유공 코끼리)

### 모범상
이춘석 (대우 로얄즈)

## 참고 자료
- 한국프로축구연맹: 1983시즌